# Belgaum
Belgaum (en maratí: बेळगांव ) es una ciudad de la India, centro administrativo del distrito de Belgaum, en el estado de Karnataka.

## Geografía
Se encuentra a una altitud de 761 m s. n. m. a 508 km de la capital estatal, Bangalore, en la zona horaria UTC +5:30.

## Demografía
Según estimación 2011 contaba con una población de 465 170 habitantes.

## Historia
Los suburbios de Vadgoan y Madhavpur fueron centros urbanos entre el 400 a. C. y 300 d. C. La ciudad actual fue construida en el siglo XII por la dinastía Ratta quienes la fundaron cerca de la ciudad de Saundatti. El fuerte de Belgaum fue construido en 1204 por Bichiraja. Belgaum sirvió como capital de la dinastía Ratta entre 1210 a 1250 antes de que los Rattas fueran depuestos por la dinastía Yadava. Un siglo después el pueblo comenzó la explotación de diamantes y madera dada su geografía favorable y localización en el reino.